# Microlophus quadrivittatus
Espèce
Synonymes
- Steirolepis quadrivittata Tschudi, 1845
- Tropidurus quadrivittatus (Tschudi, 1845)

Microlophus quadrivittatus est une espèce de sauriens de la famille des Tropiduridae.

## Répartition
Cette espèce est endémique du Chili. Sa présence est incertaine au Pérou.

## Publication originale
- Tschudi, 1845 : Reptilium conspectum quae in Republica Peruana reperiuntur et pleraque observata vel collecta sunt in itinere. Archiv für Naturgeschichte, vol. 11, n. 1, p. 150-170 (texte intégral).